# Reinaldo Azevedo
José Reinaldo Azevedo e Silva (Dois Córregos, 19 de agosto de 1961) es un periodista político y escritor brasileño. Él es presentador de radio (talk radio) y comentarista político en TV.

## Reseña biográfica
Reinaldo Azevedo se formó en periodismo por la Universidad Metodista de São Paulo. Actualmente, Reinaldo Azevdo es columnista en el diario Folha de S.Paulo. Además de presentar el programa por "Pela Ordem" en las plataformas digitales de la emisora, Azevedo tiene un blog diario en el Sitio Web de la UOL (Universo Online). Como presentador de radio, Reinaldo Azevedo conduce el programa "O É da Coisa" de la Radio BandNews FM.
En mayo de 2017, Reinaldo Azevedo tuvo una conversación suya con Andrea Neves (hermana del político brasileño Aécio Neves) divulgada, en la que hacía críticas a la revista Veja, donde trabajaba. El periodista recibió un amplio apoyo de la prensa, que consideró que se produjo un atropello de derechos fundamentales, como la protección al secreto de la fuente, garantizado por la Constitución Federal.

## Opiniones
Él es un crítico severo de los gobiernos Lula y Dilma, también cuestionó diversas actitudes del juez federal Sérgio Moro. "Si quiere arrestar a bandido en Brasil tiene mi aplauso, si quiere instaurar una dictadura en Brasil no tiene mi aplauso", dijo Azevedo durante el programa "Os Pingos nos Is", que presentó en Radio Jovem Pan.
Otro objetivo de críticas de Azevedo es el diputado Jair Bolsonaro. En una entrevista a la periodista Mariana Godoy, en enero de 2016, dijo: "Bolsonaro necesita estudiar, para empezar a hablar."
Azevedo cuestionó las violaciones legales causadas por los fiscales de la Operación Autolavado, al afirmar que hay dos caminos para los ciudadanos: el del imperio de la ley, con sus incomodidades, y el de la golpiza (o en portugués porrada). ¿Leyes o todos contra todos?

## Obras
- Azevedo, R. (2005). Contra o Consenso - Ensaios e Críticas. Barracuda.
- Azevedo, R. (2008). O País dos Petralhas. Record.
- Azevedo, R. (2009). Máximas de Um País Mínimo. Record.
- Azevedo, R. (2012). O País dos Petralhas II  – O inimigo agora é o mesmo. Record.
- Azevedo, R. (2014). Objeções de um Rottweiller Amoroso. Três Estrelas.